# Cui Hao
Cui Hao (chinois simplifié : 崔颢 ; chinois traditionnel : 崔顥 ; pinyin : cuī hào), né vers 704 à Bianzhou (zh) (汴州, Biànzhōu, aujourd'hui Kaifeng) et décédé en 754, est un poète chinois de la dynastie Tang.
Il est considéré comme un des premiers représentants des poèmes en vers réguliers ou jintishi (近體詩 / 近体诗, jìntǐshī).
Ses trois principaux sujets de prédilection sont les femmes, les postes frontières et les paysages.
Quatre de ses poèmes sont réunis dans l'anthologie de la poésie chinois « Trois cents poèmes des Tang », publié vers 1763 par Sun Zhu (zh).

## Biographie
Il naît vers 704 à Bianzhou (汴州, Biànzhōu, aujourd'hui Kaifeng) et fait partie du Clan Cui de Boling (zh).
Il meurt en 754.

## Quelques poèmes

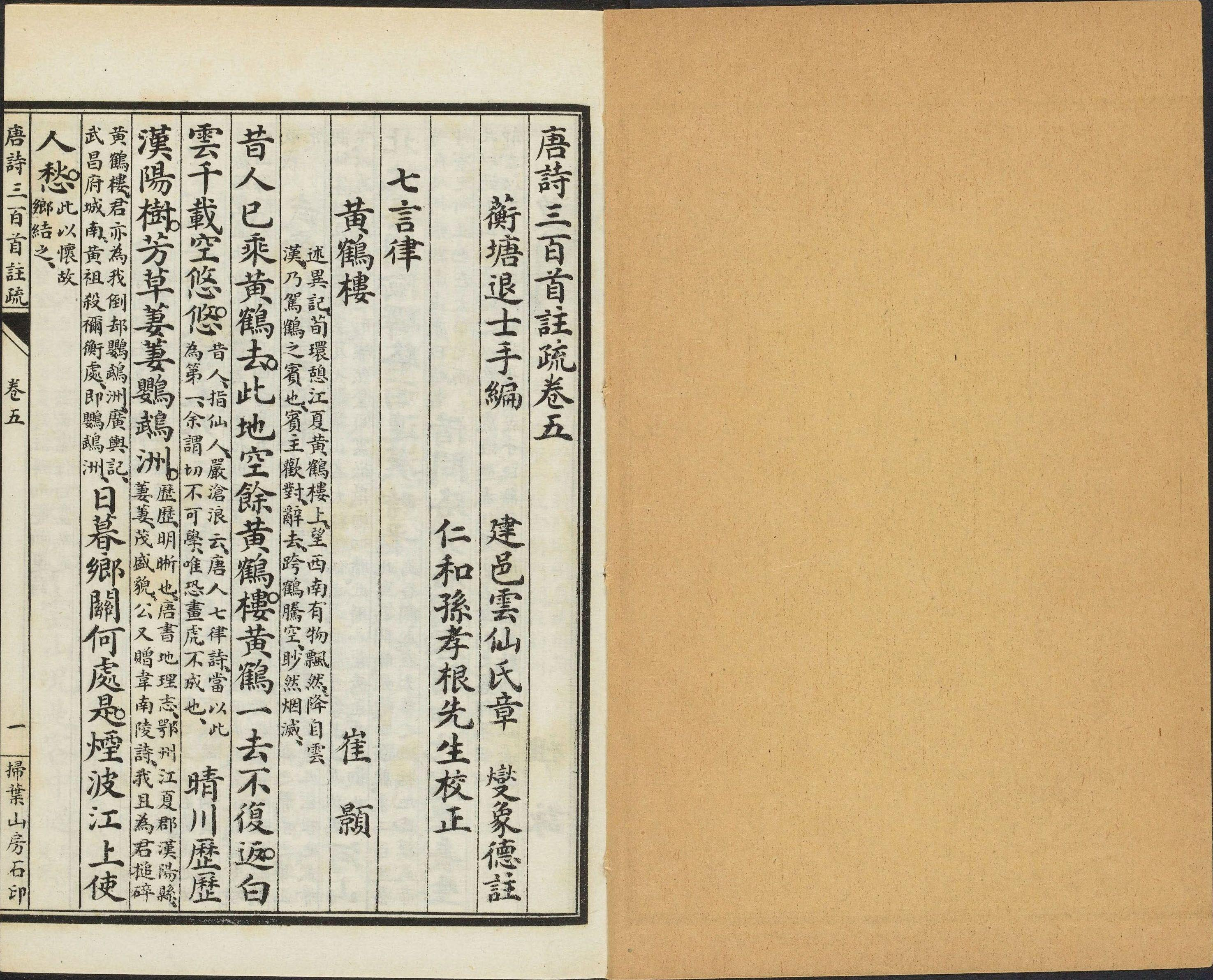
« Tour de la Grue jaune » dans « Trois cents poèmes des Tang »

« La Tour de la Grue jaune », 《黃鶴樓》.
昔人已乘黃鶴去，

此地空餘黃鶴樓。

黃鶴一去不復返，

白雲千載空悠悠。

晴川歷歷漢陽樹，

芳草萋萋鸚鵡洲。

日暮鄉關何處是? 

烟波江上使人愁。